# Johannes Bouwmeester
Johannes Bouwmeester (Amsterdam, 4 november 1634 - begraven Amsterdam, 22 oktober 1680) was een arts, filosoof en van 1669 tot 1680 lid van 'Nil Volentibus Arduum'. Hij studeerde filosofie en medicijnen in Leiden van 1651 tot 1658 (promotie). Hij was een vriend van Lodewijk Meyer, Adriaen Koerbagh en Benedictus de Spinoza. Zijn vader, Claes Boumeester, was kleermaker, veel andere familieleden waren muziekinstrumentmakers.
Er is ten minste één brief (nr 37) bekend van Spinoza aan Bouwmeester, mogelijk een tweede (nr 28) uit 1665, al wordt die tweede brief in de meeste publicaties ten onrechte met zekerheid aan hem toegeschreven. In 1663 schreef Bouwmeester een gedicht in het Latijn bij Spinoza’s 'Principia Philosophiae Cartesianae' en in 1677 een dito gedichtje bij Spinoza's portret dat de uitgave van diens nagelaten werk siert. In de tweede helft van de jaren 1660 reisde hij naar Italië, waar hij zich op 30 september 1667 inschreef in de rechten aan de Universiteit van Padua. Vanaf 1670 was Bouwmeester mikpunt in de zogenaamde pamflettenstrijd; hij komt voor in of heeft meegewerkt aan ten minste 7 pamfletten tot 1678. In 1672 vertaalde en publiceerde Bouwmeester in opdracht van Nil het filosofisch verhaal 'Het ontstaan van Het leven van Hai Ebn Yokdhan' (uitgegeven door Jan Rieuwertsz).
Bouwmeester was betrokken bij de uitgave van het werk van Spinoza in het Latijn. In 1678 werd hij directeur van de Schouwburg van Van Campen samen met Meyer en Jan Pluimer. Bouwmeester werkte samen met de chirurgijn David Lingelbach aan een evaluatie op het werk van Willem Godschalck van Focquenbroch.
Op 10 mei 1679 ging hij in ondertrouw met Maria Oortmans (1652-1720), dochter van Petronella de la Court en Adam Oortmans, van wie hij waarschijnlijk reeds familie was (in een brief van 23 juni 1667 noemt haar moeders neef Pieter de la Court Johannes Bouwmeester een neef). Op 18 augustus 1680 werd hun zoon Nicolaes Bouwmeester gedoopt, die waarschijnlijk kort daarna overleed. Op 22 oktober werd Johannes Bouwmeester in de Nieuwe Kerk in Amsterdam begraven.